# 램블러 (포털)
램블러(Rambler) 또는 람블레르(러시아어: Рамблер)는 러시아의 검색 엔진이자 램블러 미디어 그룹(Rambler Media Group)이 소유한 러시아 최대 규모의 웹 포털 중 하나이다. 이 사이트는 1996년 스택(Stack Ltd.)에서 시작하여 2005년 기업공개(IPO)를 거쳐 2006년 Prof-Media에 인수되었다. 이후 러시아 은행 스베르방크(Sberbank)에 인수되었다.

## 역사
램블러는 1996년부터 온라인 서비스를 제공해 왔다. 2005년 램블러 미디어 그룹은 기업공개(IPO)를 거쳐 2006년 프로프미디어(Prof-Media)에 인수되었다.
2008년 7월 18일, 구글은 램블러 미디어의 자회사이자 러시아 최대 규모의 문맥 광고 서비스 중 하나인 베군(Begun)을 1억 4천만 달러에 인수한다고 발표했지만, 러시아 연방 독점금지청(FSB)의 반대로 무산되었다.
러시아 시장에서 램블러의 주요 경쟁사는 얀덱스와 Mail.ru이다. 2013년 7월 기준, 램블러는 러시아 사이트 중 인기 순위 11위를 차지했다.
2016년 9월, 이 사이트가 2012년 2월에 침해되었다는 보고가 있었다. 리크드소스(LeakedSource)는 당시 9,800만 명 이상의 사용자 이름, 비밀번호, ICQ 인스턴트 메시징 계정이 포함된 사용자 데이터베이스 덤프를 입수했다. Rambler.ru 데이터베이스는 사용자 비밀번호를 평문으로 저장하고 있었던 것으로 밝혀졌다. 즉, 데이터베이스를 침해한 사람은 누구든 모든 사용자의 이메일 계정에 즉시 접근할 수 있었다.
2019년 4월, 크렘린궁 최대 은행인 스베르방크(Sberbank)는 러시아 재벌 알렉산드르 마무트가 주선한 거래를 통해 램블러 미디어 그룹(Rambler Media Group)의 지분을 인수했다. 2020년 10월, 스베르방크의 비은행 부문인 스베르는 마무트의 지분 45%를 인수하면서 그룹의 완전한 지배권을 확보했다.

## 같이 보기
- 이고리 아시마노프